# Prickskyttegevär

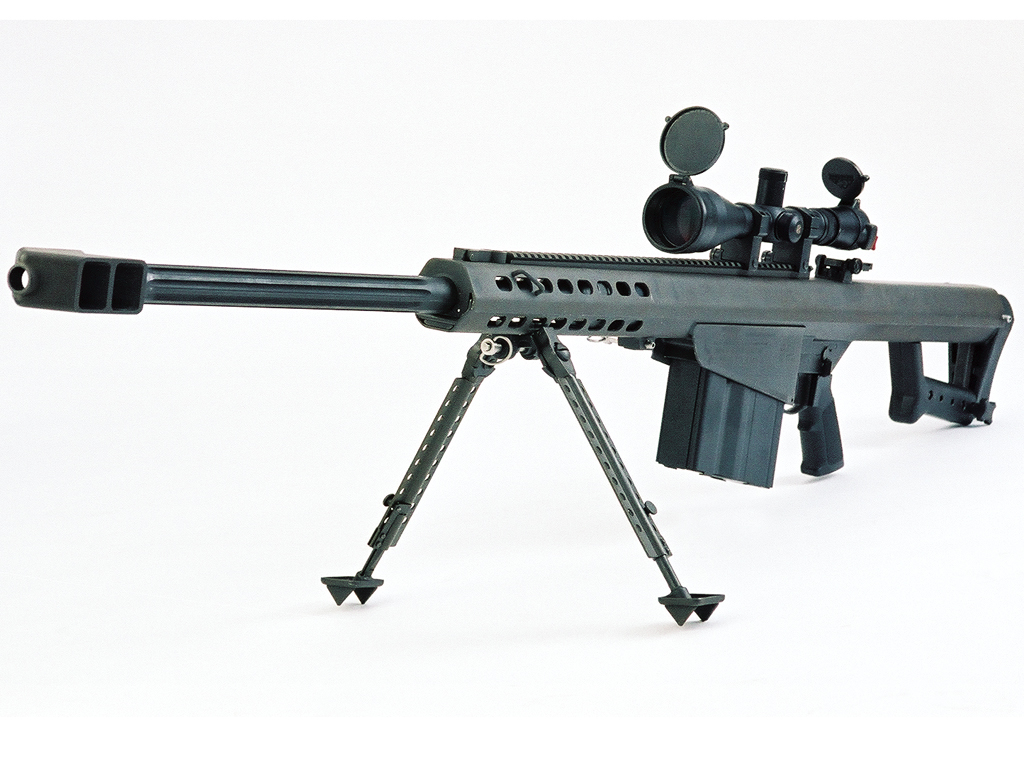
Prickskyttegevär

Prickskyttegevär, kort Psg, är ett gevär som används för att träffa mål på långt avstånd. De är ofta försedda med kikarsikten för att göra det möjligt att se mål på långt avstånd. Frammatningen av ammunition till loppet sker vanligast antingen genom repeterprincip eller halvautomatik men i mycket få fall även helautomatik, som i till exempel VSS Vintorez. De prickskyttegevär som används idag är i regel speciellt framtagna för ändamålet, till skillnad från tidigare prickskyttegevär som baserades på olika arméers standardgevär och modifierades för ändamålet med till exempel kikarsikte, förlängd pipa eller med specialammunition.
En prickskytt med ett prickskyttegevär kan normalt verka effektivt på avstånd upp till 1 000 meter, och under gynnsamma förhållanden ända upp till 2 500 meter.
Normalt används vapnet för att slå ut enstaka nyckelpersoner (främst högre befäl, piloter, stridsvagnsbesättningar, signalister, riktare, med flera) eller förstöra eller skada viktig materiel. Det kan också användas för att bekämpa slumpvis utvalda fiender och på det viset skrämma soldater till overksamhet. Typ av prickskyttegevär som används väljs om möjligt beroende på uppgiften.

## Historia
Det första prickskyttegeväret som kunde skjutas på långt håll var Whitworth som designades av uppfinnaren Sir Joseph Whitworth år 1854. Fram till dess skapades stor friktion mellan kulan och pipans insida, vilket gjorde att utgångshastigheten blev relativt liten. Under andra världskriget tog utvecklingen verkligen fart och många länder insåg nu prickskyttegevärens stora potential i strid. De enkla och ordinära repetergevären som användes under slutet av 1800-talet och början av 1900-talet har sedan dess utvecklats, förfinats och utrustats med bland annat kikarsikte och benstöd för ytterligare precision.

## Antimaterielgevär
Prickskyttegevär med kraftigare kaliber än 8 mm brukar kallas för antimaterielgevär och har förmågan att slå ut fler typer av mål än ett vanligt prickskyttegevär, samt mål på mycket långt avstånd, på grund av sin kraftigare ammunition.

## Svenska prickskyttegevär
- Prickskyttegevär m/41
- Prickskyttegevär 90
- Automatgevär 90
- Prickskyttegevär 08